# Marjana Lipovšek
Marjana Lipovšek, slovenska koncertna in operna pevka (mezzosopran), * 3. december 1946, Ljubljana.
Na Akademiji za glasbo v Ljubljani je študirala glasbeno pedagogiko, nato je pričela s študijem solopetja in kmalu dosegla svetovno slavo.
Je hči skladatelja Marijana Lipovška.